# Gonneville-la-Mallet
Gonneville-la-Mallet – miejscowość i gmina we Francji, w regionie Normandia, w departamencie Sekwana Nadmorska.
Według danych na rok 1990 gminę zamieszkiwało 1166 osób, a gęstość zaludnienia wynosiła 159 osób/km² (wśród 1421 gmin Górnej Normandii Gonneville-la-Mallet plasuje się na 185. miejscu pod względem liczby ludności, natomiast pod względem powierzchni na miejscu 513.).